# 早川兼知
早川 兼知（はやかわ かねとも）は、早川兼揚の父にあたる。市田隼人の弟。

## 生涯
※月日は旧暦
- 嘉永1年（1848年）3月11日、市田右近義近の四男として薩摩国鹿児島城下上竜尾町にて生まれる。
- 早川兼彜の養子となる。
- 島津忠義に仕える。
- 養父早川兼彜が隠居し、家督を相続。
- 明治1年（1868年）、戊辰戦争において、薩藩十二番隊に属して奥羽に出征。
- 明治2年（1867年）、鹿児島常備隊に入る。
- 明治4年（1871年）、東京近衛連隊兵となる。
- 明治6年（1873年）、鹿児島に帰り、『鹿児島学校』を起こす。
- 明治10年（1877年）2月17日、五郎　薩軍五番大隊六番小隊半隊長として従軍。
- 明治10年（1877年）2月22日、五郎　熊本城攻撃に参加。
- 明治10年（1877年）4月14日、五郎　左腕に銃弾を受け、木山病院ｰ>加治木病院と移って治療。
- 明治10年（1877年）7月から8月、五郎　奇兵隊と同行し、宮崎県内を転戦。耳川の戦闘で本隊にはぐれる。単身、鹿児島に向かうが、現在の鹿児島県薩摩川内市祁答院にて警視隊に捕らわれる[注釈 1]
- 仙台刑務所に収監され、兼知　一年の刑に服す。
- 明治12年（1879年）5月12日、早川兼知以下50人の連名で『西郷隆盛其他戦歿人之為参拝所建設願』を県令に提出。
- 鹿児島商業会議所の創立に尽力。
- 島津家鎌倉駅西側別邸の留守番。
- 島津家鎌倉由比ヶ浜別邸の留守番。
- 大正6年（1917年）9月24日、東京市芝白金今里にて死去。享年70[4]。

## 奉職歴
※月日は旧暦
- 忠義公御附御小姓
- 表御小姓
- 御勘定小頭
- 東京近衛連隊軍曹